# Bad Blood (WWE)
Bad Blood è un pay-per-view di wrestling organizzato dalla WWE.

## Edizioni
|  | Evento esclusivo del roster di Raw |

| Edizione        | Data           | Città       | Sede             | Main event                                             |
| --------------- | -------------- | ----------- | ---------------- | ------------------------------------------------------ |
| 1997 (Dettagli) | 5 ottobre 1997 | Saint Louis | Kiel Center      | Shawn Michaels vs. The Undertaker                      |
| 2003 (Dettagli) | 15 giugno 2003 | Houston     | Compaq Center    | Kevin Nash vs. Triple H                                |
| 2004 (Dettagli) | 13 giugno 2004 | Columbus    | Nationwide Arena | Shawn Michaels vs. Triple H                            |
| 2024 (Dettagli) | 5 ottobre 2024 | Atlanta     | State Farm Arena | Cody Rhodes e Roman Reigns vs. Solo Sikoa e Jacob Fatu |